# 1994 (szám)
Az 1994 (római számmal: MCMXCIV) az 1993 és 1995 között található természetes szám.

## A matematikában
A tízes számrendszerbeli 1994-es a kettes számrendszerben 11111001010, a nyolcas számrendszerben 3712, a tizenhatos számrendszerben 7CA alakban írható fel.
Az 1994 páros szám, összetett szám, félprím. Kanonikus alakja 21 · 9971, normálalakban az 1,994 · 103 szorzattal írható fel. Négy osztója van a természetes számok halmazán, ezek növekvő sorrendben: 1, 2, 997 és 1994.
Öt szám valódiosztóösszeg-függvényeként áll elő, ezek közül a legkisebb is nagyobb 10 000-nél.